# Australia
Australia (pronunție engleză australiană: [əsˈtreɪljə] ⓘ), oficial Uniunea Australiei, este o țară ce ocupă în întregime continentul cu același nume, insula Tasmania și alte insule mai mici. Este cea de-a șasea țară în lume după mărime, ocupând 7.617.930 km², și cea mai mare țară din Oceania și Australasia. Australia este cel mai vechi, cel mai plat și cel mai uscat continent locuit, cu cele mai puțin fertile soluri. Este o țară megadiversă, iar dimensiunile sale îi conferă o mare varietate de peisaje și climate, cu deșerturi în centru, păduri tropicale în nord-est și lanțuri muntoase în sud-est.
Australienii indigeni locuiesc pe continent de aproximativ 65.000 de ani. Explorarea maritimă europeană a Australiei a pornit la începutul secolului al XVII-lea, odată cu sosirea exploratorilor neerlandezi. În 1770, jumătatea estică a Australiei a fost revendicată de Marea Britanie și și a început să colonizeze aceste teritorii prin deportările penale spre colonia Noul Wales de Sud începând cu 26 ianuarie 1788, dată care a devenit ziua națională a Australiei. Populația europeană a crescut în mod constant în deceniile următoare, iar până la goana după aur din anii 1850, cea mai mare parte a continentului fusese explorată de coloniștii europeni și alte cinci colonii ale Coroanei au fost stabilite. Pe 1 ianuarie 1901 cele 6 colonii au format împreună o federație, constituind Commonwealth-ul Australian. De atunci, Australia menține un sistem politic stabil, bazat pe democrație liberală ce funcționează ca o democrație federală parlamentară și monarhie constituțională.
Din punct de vedere politic, Australia este o monarhie constituțională parlamentară federală, formată din 6 state și mai multe teritorii. Populația Australiei, de aproape 26 de milioane de locuitori, este foarte urbanizată și puternic concentrată pe coasta de est. Canberra este capitala țării, în timp ce cele mai mari cinci orașe sunt Sydney, Melbourne, Brisbane, Perth și Adelaide. Demografia Australiei a fost modelată de secole de imigrație, imigranții reprezentând 30% din populația țării, cea mai mare proporție dintre marile națiuni occidentale. Resursele naturale abundente ale Australiei și relațiile comerciale internaționale bine dezvoltate sunt esențiale pentru economia țării, care își generează veniturile din diverse surse, inclusiv servicii, exporturi miniere, sectorul bancar, industria prelucrătoare, agricultură și educație internațională.
Fiind o țară foarte dezvoltată și una dintre cele mai bogate, Australia este cea de-a 13-a economie a lumii după mărime și este pe-al zecelea loc după venitul pe cap de locuitor. După cheltuielile din domeniul militar, Australia se află pe locul 13. Fiind pe-al optulea loc după indicele dezvoltării umane, Australia ocupă printre primele locuri în lume după multe alte performanțe precum calitatea vieții, sănătate, educație, libertate economică și protecția drepturilor civile și a celor politice. Australia este țară-membră a G20, OECD, WTO, APEC, ONU, Comunității Națiunilor, ANZUS, Forumul insulelor din Pacific.

## Etimologie

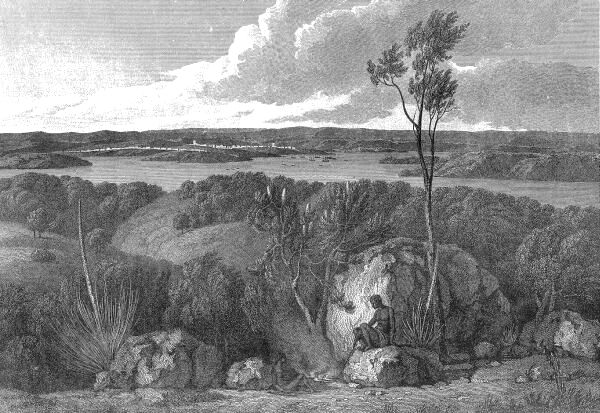
Un desen ce reprezintă Port Jackson (locul unde mai târziu va fi situat orașul Sydney) înaintea sosirii europenilor, văzută din South Head. (Din A Voyage around Terra Australis.)

Cel mai probabil, numele provine de la termenul din latină „terra australis”, un termen ce făcea referire la un continent imaginar ce ocupa întreaga Emisferă sudică. Cuvântul „Australia” a fost folosit pentru prima oară într-o scriere în limba engleză: „A note of Australia del Espiritu Santo” scrisă de Master Hakluyt în 1625.
Până la începutul secolului al XIX-lea, Australia a fost cunoscută sub numele de Noua Olandă, un nume aplicat pentru prima dată de exploratorul neerlandez Abel Tasman în 1644 (Nieuw-Holland) și anglicizat ulterior. Terra Australis a mai cunoscut o utilizare ocazională, cum ar fi în textele științifice.] Numele Australia a fost popularizat de exploratorul Matthew Flinders, care a spus că este „mai plăcut pentru ureche și o asimilare cu numele celorlalte mari porțiuni ale Pământului.” Mai mulți cartografi timpurii celebri au folosit, de asemenea, cuvântul Australia pe hărți. Gerardus Mercator a folosit sintagma climata australia pe harta sa dublă cordiformă a lumii din 1538, la fel ca și Gemma Frisius, care a fost profesorul și colaboratorul lui Mercator, pe propria sa hartă murală cordiformă din 1540. Australia apare într-o carte de astronomie a lui Cyriaco Jacob zum Barth, publicată la Frankfurt am Main în 1545. Prima dată când Australia pare să fi fost folosită oficial a fost în aprilie 1817, când guvernatorul Lachlan Macquarie a confirmat primirea hărților Australiei realizate de Flinders de la lordul Bathurst. În decembrie 1817, Macquarie a recomandat Biroului Colonial ca acesta să fie adoptat în mod oficial. În 1824, Amiralitatea a fost de acord ca continentul să fie cunoscut oficial sub acest nume. Prima utilizare oficială publicată a noului nume a avut loc odată cu publicarea în 1830 a The Australia Directory de către Biroul Hidrografic.
Printre denumirile colocviale ale Australiei se numără „Oz” și the Land Down Under" (de obicei prescurtat doar la „Down Under”). Alte epitete includ „Marele Ținut Sudic”, „Țara Norocoasă”, „Țara Arsă de Soare” și „Țara Mare și Maro”. Ultimele două derivă amândouă din poemul „Țara mea” din 1908 al lui Dorothea Mackellar.

## Istorie

### Populația indigenă

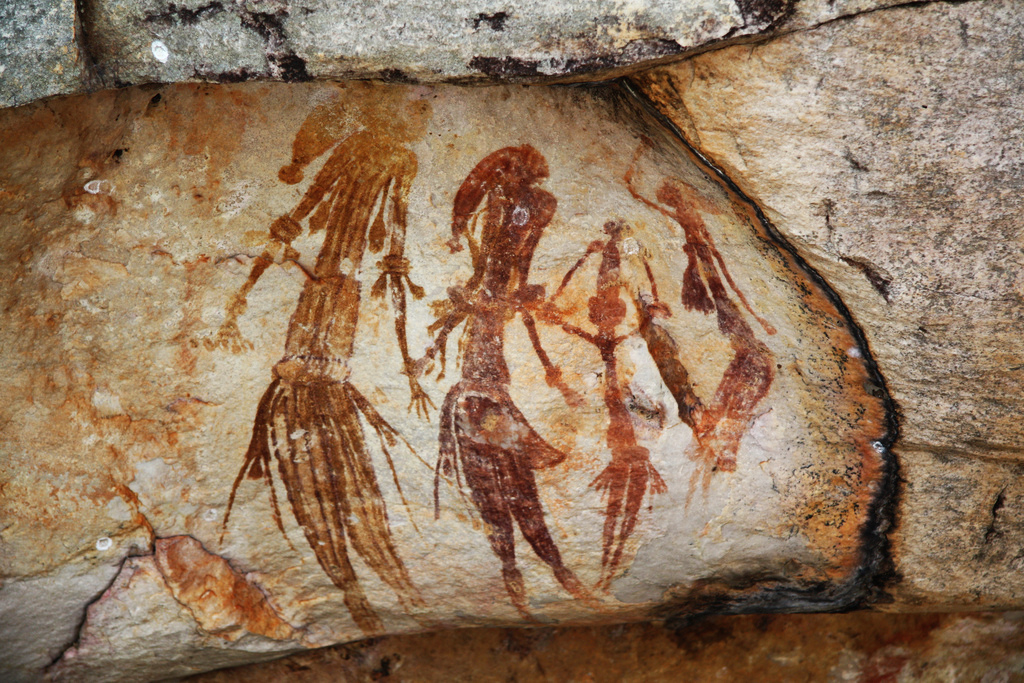
Arta rupestră aborigenă din regiunea Kimberley din Australia de Vest

Se știe că locuirea umană a continentului australian a început acum aproximativ 65.000 de ani, odată cu migrarea oamenilor pe poduri terestre și traversări maritime scurte din ceea ce este astăzi Asia de Sud-Est. Adăpostul din piatră Madjedbebe din Peninsula Arnhem este recunoscut ca fiind cel mai vechi sit care arată prezența oamenilor în Australia. Cele mai vechi rămășițe umane descoperite sunt rămășițele de la lacul Mungo, care au fost datate în urmă cu aproximativ 41.000 de ani. Acești oameni au fost strămoșii australienilor indigeni moderni. Cultura aborigenă australiană este una dintre cele mai vechi culturi continue de pe Pământ.
La momentul primului contact cu Europa, majoritatea indigenilor australieni erau vânători-culegători cu economii și societăți complexe. Descoperirile arheologice recente sugerează că ar fi putut fi susținută o populație de 750.000 de persoane. Australienii indigeni au o cultură orală cu valori spirituale bazate pe respectul față de pământ și pe credința în Timpul visului. Insularii din Strâmtoarea Torres, de etnie melaneziană, își obțineau mijloacele de trai din horticultura sezonieră și din resursele recifurilor și mărilor lor. Coastele și apele nordice ale Australiei erau vizitate sporadic pentru comerț de către pescarii Makassan din ceea ce este astăzi Indonezia.

### Explorarea și colonizarea europeană

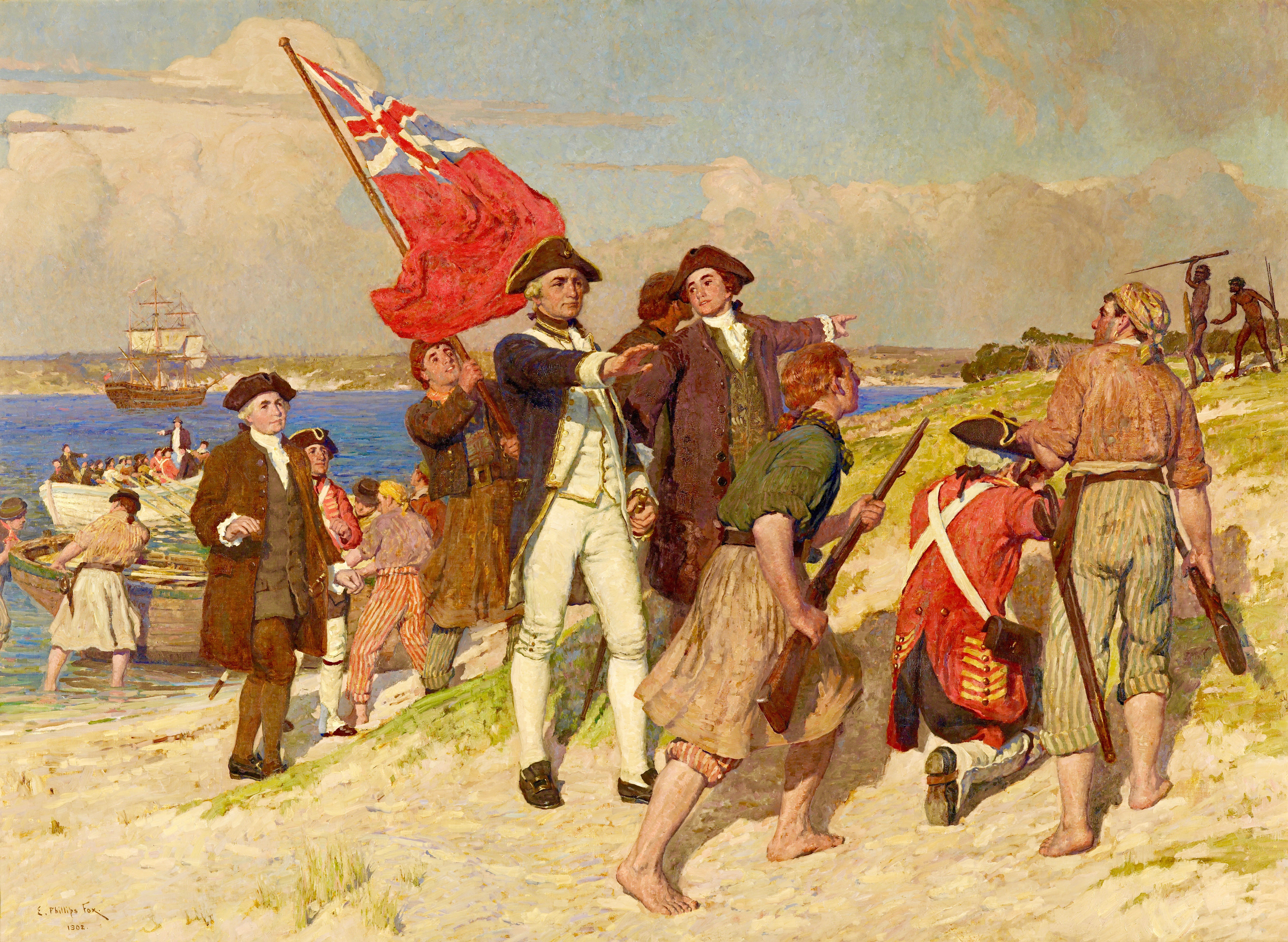
Debarcarea lui James Cook în Golful Botany la 29 aprilie 1770 pentru a revendica jumătatea estică a Australiei pentru Marea Britanie

Prima observație europeană înregistrată a continentului australian și prima sosire europeană înregistrată pe continentul australian sunt atribuite neerlandezilor. Prima navă și primul echipaj care a cartografiat coasta australiană și s-a întâlnit cu aborigenii a fost Duyfken, condus de căpitanul neerlandez Willem Janszoon. Acesta a observat coasta peninsulei Cape-York la începutul anului 1606 și a ajuns la țărm la 26 februarie 1606, la râul Pennefather, în apropiere de orașul modern Weipa din Cape York. Mai târziu, în același an, exploratorul spaniol Luís Vaz de Torres a traversat și a navigat prin Insulele Strâmtorii Torres. Neerlandezii au cartografiat întreaga coastă vestică și nordică și au numit continentul insular „Noua Olandă” în secolul al XVII-lea și, deși nu s-a încercat nicio colonizare, o serie de naufragii au lăsat oamenii fie eșuați, fie, ca în cazul navei Batavia în 1629, abandonați pentru revoltă și crimă, devenind astfel primii europeni care au locuit permanent pe continent. În 1770, căpitanul James Cook a navigat de-a lungul coastei de est și a cartografiat-o, numind-o „New South Wales” și revendicând-o pentru Marea Britanie.
În urma pierderii coloniilor sale americane în 1783, guvernul britanic a trimis o flotă de nave, Prima Flotă, sub comanda căpitanului Arthur Phillip, pentru a înființa o nouă colonie penală în New South Wales. O tabără a fost instalată și steagul Uniunii a fost arborat la Sydney Cove, Port Jackson, la 26 ianuarie 1788, dată care a devenit mai târziu ziua națională a Australiei. Cei mai mulți dintre primii condamnați au fost transportați pentru infracțiuni minore și repartizați ca muncitori sau servitori la „coloniștii liberi” (imigranți care nu erau condamnați). În timp ce majoritatea condamnaților s-au integrat în societatea colonială odată emancipați, au fost organizate și rebeliuni și revolte ale condamnaților, dar au fost invariabil reprimate fiind instituită legea marțială. Rebeliunea romului din 1808, singura preluare armată de succes a guvernului în Australia, a dus la apariția unei perioade de doi ani de guvernare militară. În deceniul următor, reformele sociale și economice inițiate de guvernatorul Lachlan Macquarie au dus la tranziția New South Wales de la o colonie penală la o societate civilă.
Populația indigenă a scăzut timp de 150 de ani după colonizare, în principal din cauza bolilor infecțioase. Alte mii de persoane au murit ca urmare a conflictelor de frontieră cu coloniștii. Începând cu 1886, guvernele australiene au început să introducă politici care au dus la îndepărtarea multor copii aborigeni de familiile și comunitățile lor (denumite Generațiile furate).

### Expansiunea colonială
Britanicii au continuat să pătrundă în alte zone ale continentului la începutul secolului al XIX-lea, inițial de-a lungul coastei. În 1803, a fost înființată o așezare în Van Diemen's Land (actuala Tasmania), iar în 1813, Gregory Blaxland, William Lawson și William Wentworth au traversat Blue Mountains la vest de Sydney, deschizând interiorul țării pentru colonizarea europeană. Revendicarea britanică s-a extins la întreg continentul australian în 1827, când maiorul Edmund Lockyer a înființat o așezare în King George Sound (Albany de astăzi). Colonia Swan River (Perth de astăzi) a fost înființată în 1829, evoluând în cea mai mare colonie australiană ca suprafață, Australia de Vest. În funcție de creșterea populației, din New South Wales au fost decupate colonii separate: Tasmania în 1825, Australia de Sud în 1836, Noua Zeelandă în 1841, Victoria în 1851 și Queensland în 1859. Australia de Sud a fost fondată ca „provincie liberă” - nu a fost niciodată o colonie penală. Australia de Vest a fost de asemenea fondată „liberă”, dar mai târziu a acceptat deținuți transportați, ultimul dintre ei sosind în 1868, la zeci de ani după ce transportul a încetat în celelalte colonii.
În 1823, a fost înființat un Consiliu Legislativ numit de guvernatorul New South Wales, împreună cu o nouă Curte Supremă, limitând astfel puterile guvernatorilor coloniali. Între 1855 și 1890, cele șase colonii au dobândit individual un guvern responsabil, devenind astfel democrații elective care își gestionează majoritatea afacerilor proprii, rămânând în același timp parte a Imperiului Britanic. Biroul Colonial de la Londra a păstrat controlul asupra unor chestiuni, în special asupra afacerilor externe și a apărării.
La mijlocul secolului al XIX-lea, exploratori precum Burke și Wills au mers mai departe în interiorul țării pentru a determina potențialul agricol și a răspunde la întrebări științifice. O serie de exploatări de aur care au început la începutul anilor 1850 au dus la un aflux de noi imigranți din China, America de Nord și Europa continentală, precum și la izbucniri de bushranging și tulburări civile; acestea din urmă au atins punctul culminant în 1854, când minerii din Ballarat au lansat Rebeliunea Eureka împotriva taxelor de licență pentru aur.

### De la Federație la războaiele mondiale
La 1 ianuarie 1901, federația coloniilor a fost realizată după un deceniu de planificare, convenții constituționale și referendumuri, având ca rezultat crearea Commonwealth-ului Australiei ca națiune și intrarea în vigoare a Constituției australiene.
După Conferința Imperială din 1907, Australia și alte câteva colonii de coloniști britanici care se autoguvernau au primit statutul de „dominioane” autonome în cadrul Imperiului Britanic. Australia a fost unul dintre membrii fondatori ai Ligii Națiunilor în 1920 și, ulterior, ai Organizației Națiunilor Unite în 1945. Statutul britanic de la Westminster din 1931 a pus capăt în mod oficial majorității legăturilor constituționale dintre Australia și Regatul Unit. Australia l-a adoptat în 1942, dar a fost antedatat în 1939 pentru a confirma validitatea legislației adoptate de Parlamentul australian în timpul celui de-al Doilea Război Mondial.
Teritoriul Capitalei Federale (redenumit ulterior Teritoriul Capitalei Australiene) a fost format în 1911 ca loc pentru viitoarea capitală federală, Canberra. Melbourne a fost sediul temporar al guvernului din 1901 până în 1927, în timp ce Canberra era în curs de construcție. Teritoriul de Nord a fost transferat de sub controlul guvernului Australiei de Sud către parlamentul federal în 1911. Australia a devenit conducătorul colonial al Teritoriului Papua (care fusese inițial anexat de Queensland în 1883) în 1902 și al Teritoriului Noua Guinee (fosta Noua Guinee Germană) în 1920. Cele două au fost unificate ca Teritoriul Papua și Noua Guinee în 1949 și au obținut independența față de Australia în 1975.
În 1914, Australia s-a alăturat aliaților în lupta din Primul Război Mondial și a luat parte la multe dintre bătăliile majore purtate pe Frontul de Vest. Din cei aproximativ 416.000 de militari care au servit, aproximativ 60.000 au fost uciși și alți 152.000 au fost răniți. Mulți australieni consideră că înfrângerea Corpului de Armată al Australiei și Noii Zeelande (ANZAC) la Gallipoli, în 1915, a fost „botezul de foc” al națiunii - prima sa acțiune militară majoră,, aniversarea debarcării de la Anzac Cove fiind comemorată în fiecare an de Ziua Anzac.
Din 1939 până în 1945, Australia s-a alăturat aliaților în lupta din cel de-al Doilea Război Mondial. Forțele armate ale Australiei au luptat în teatrele de operațiuni din Pacific, Europa și Mediterana și Orientul Mijlociu. Șocul înfrângerii Marii Britanii în Asia în 1942, urmat la scurt timp de bombardarea orașului Darwin și de alte atacuri japoneze pe teritoriul australian, a dus la o convingere generalizată în Australia că o invazie japoneză era iminentă și la o trecere de la Regatul Unit la Statele Unite ca principal aliat și partener de securitate al Australiei. Din 1951, Australia este un aliat militar oficial al Statelor Unite, în temeiul tratatului ANZUS.

### Epoca postbelică și epoca contemporană

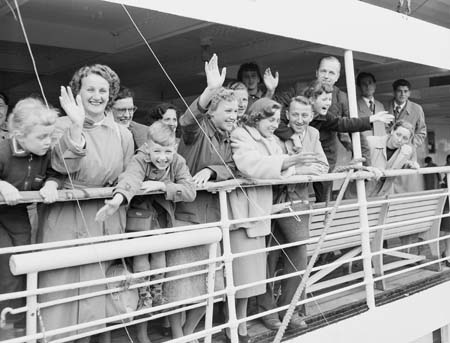
Emigranți postbelici din Europa care au sosit în Australia în 1954

În deceniile care au urmat celui de-al Doilea Război Mondial, Australia s-a bucurat de creșteri semnificative ale nivelului de trai, ale timpului liber și ale dezvoltării suburbane. Folosind sloganul „populați sau pieriți”, națiunea a încurajat un val mare de imigrație din întreaga Europă, acești imigranți fiind numiți „Noii Australieni”.
Membră a blocului capitalist în timpul Războiului Rece, Australia a participat la Războiul din Coreea și la Urgența din Malaysia în anii 1950 și la Războiul din Vietnam între 1962 și 1972. În această perioadă, tensiunile legate de influența comunistă în societate au dus la încercări nereușite ale guvernului Menzies de a interzice Partidul Comunist din Australia și la o scindare a Partidului Laburist în 1955.
Ca urmare a unui referendum din 1967, guvernul federal a primit un mandat pentru a pune în aplicare politici în beneficiul populației aborigene, iar toți australienii indigeni au fost incluși în recensământ. Proprietatea tradițională a terenurilor („titlul nativ”) a fost recunoscută pentru prima dată în drept atunci când Înalta Curte a Australiei a decis în cauza Mabo împotriva Queensland (nr. 2) că doctrina juridică a terra nullius („terenul care nu aparține nimănui”) nu se aplica în Australia la momentul colonizării europene.
După abolirea definitivă a politicii Australiei albe în 1973, demografia și cultura Australiei s-au transformat ca urmare a unui val mare și continuu de imigrație non-europeană, în principal din Asia. La sfârșitul secolului al XX-lea s-a pus tot mai mult accentul pe legăturile de politică externă cu alte națiuni din zona Pacificului. În timp ce Legea Australiei din 1986 a rupt legăturile constituționale rămase între Australia și Regatul Unit, un referendum din 1999 a dus la respingerea de către 55% dintre alegători a propunerii de abolire a monarhiei australiene și de transformare în republică.
În urma atacurilor din 11 septembrie asupra Statelor Unite, Australia s-a alăturat Statelor Unite în războiul din Afganistan din 2001 până în 2021 și în războiul din Irak din 2003 până în 2009. De asemenea, relațiile comerciale ale națiunii au devenit din ce în ce mai orientate spre Asia de Est în secolul XXI, China devenind cel mai mare partener comercial al națiunii cu o marjă mare.
În timpul pandemiei COVID-19 care a început în Australia în 2020, mai multe dintre cele mai mari orașe din Australia au fost închise pentru perioade lungi de timp, iar libera circulație peste granițele statelor a fost restricționată în încercarea de a încetini răspândirea virusului SARS-CoV-2.

## Geografie

### Caracteristici generale

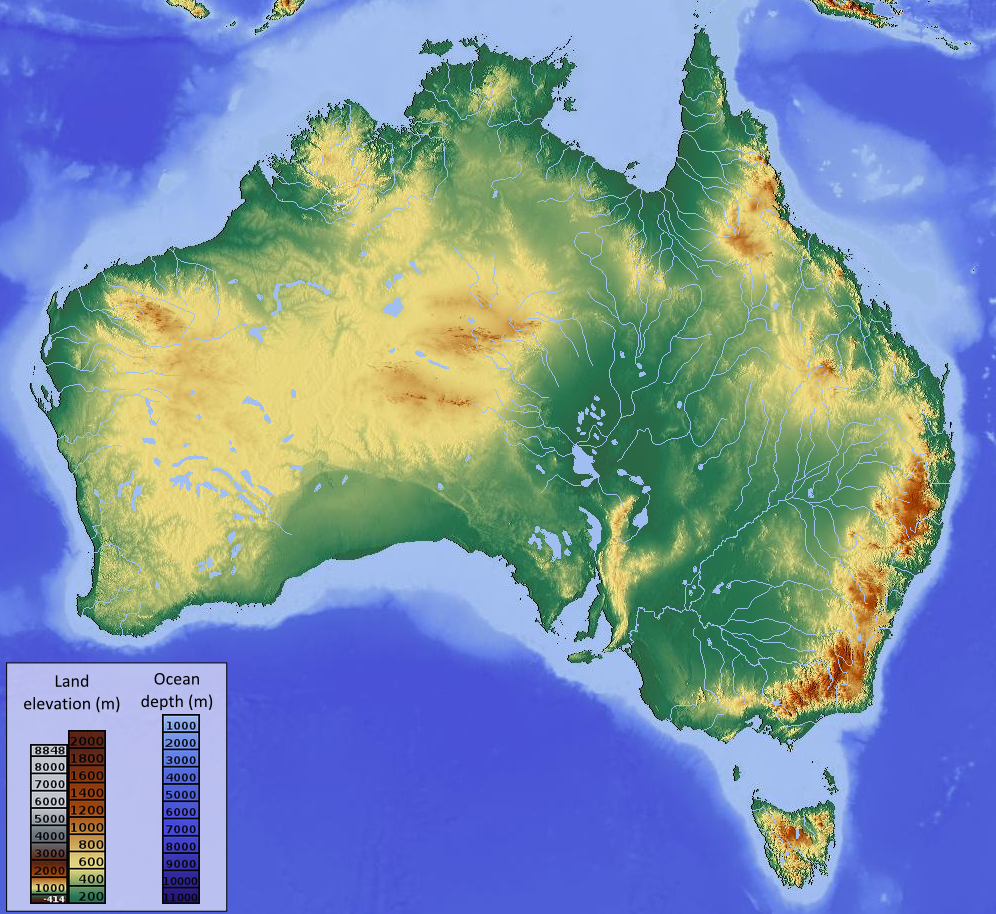
Harta topografică a Australiei. Verde închis reprezintă cea mai mică altitudine, iar maro închis cea mai mare altitudine.

Înconjurată de oceanele Indian și Pacific, Australia este separată de Asia prin mările Arafura și Timor, Marea Coralilor aflându-se în largul coastei Queensland, iar Marea Tasmaniei se află între Australia și Noua Zeelandă. Cel mai mic continent din lume și a șasea țară ca mărime după suprafața totală, Australia - datorită dimensiunii și izolării sale - este adesea supranumită „continentul insular” și este uneori considerată cea mai mare insulă din lume. Australia are 34.218 km de coastă (excluzând toate insulele din larg) și revendică o zonă economică exclusivă extinsă de 8.148.250 km pătrați. Această zonă economică exclusivă nu include Teritoriul australian din Antarctica.
Australia continentală se află între latitudinile 9° și 44° sud și longitudinea 112° și 154° est. Dimensiunea Australiei îi conferă o mare varietate de peisaje, cu păduri tropicale în nord-est, lanțuri muntoase în sud-est, sud-vest și est și deșert în centru. Deșertul sau terenul semiarid cunoscut în mod obișnuit sub numele de Outback reprezintă de departe cea mai mare parte a teritoriului. Australia este cel mai uscat continent locuit; media anuală a precipitațiilor pe suprafața continentală este mai mică de 500 mm. Densitatea populației este de 3,2 locuitori pe kilometru pătrat, deși o mare parte a populației trăiește de-a lungul coastei temperate din sud-estul țării.

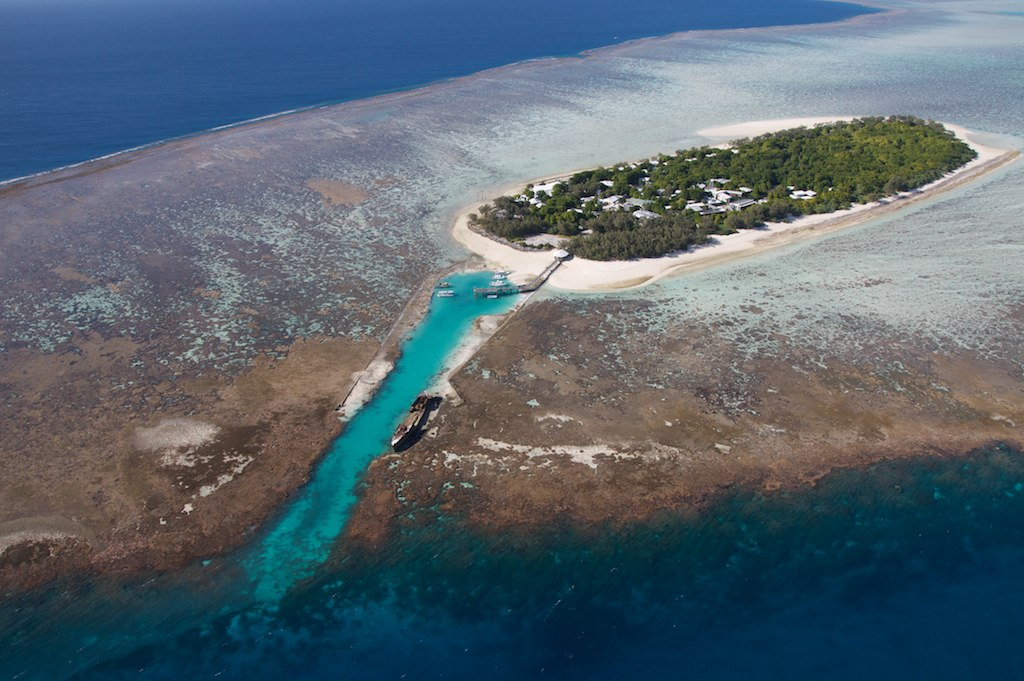
Insula Heron, o insuliță de corali din sudul Marii Bariere de Corali

Marea Barieră de Corali, cel mai mare recif de corali din lume, se află la mică distanță în largul coastei de nord-est și se întinde pe o distanță de peste 2.000 km. Muntele Augustus, despre care se afirmă că este cel mai mare monolit din lume, este situat în Australia de Vest. Având o altitudine de 2.228 m, muntele Kosciuszko este cel mai înalt munte de pe continentul australian. Chiar mai înalți sunt Mawson Peak (la 2.745 m), pe îndepărtatul teritoriu extern australian Insula Heard, și, în Zona Antarctică Australiană, muntele McClintock și muntele Menzies, la 3.492 m și, respectiv, 3.355 m.
Estul Australiei este marcat de Marele lanț despărțitor, care se întinde paralel cu coasta din Queensland, New South Wales și o mare parte din Victoria. Denumirea nu este strict exactă, deoarece unele părți ale lanțului sunt formate din dealuri joase, iar înălțimea munților nu depășește în mod obișnuit 1.600 m. Între coastă și munți se află înălțimile de coastă și o centură de pășuni Brigalow, în timp ce în interiorul lanțului despărțitor se află suprafețe mari de pășuni și tufișuri. Printre acestea se numără câmpiile vestice din New South Wales, precum și Mitchell Grass Downs și Mulga Lands din interiorul Queensland. Cel mai nordic punct al continentului este peninsula tropicală Cape York.

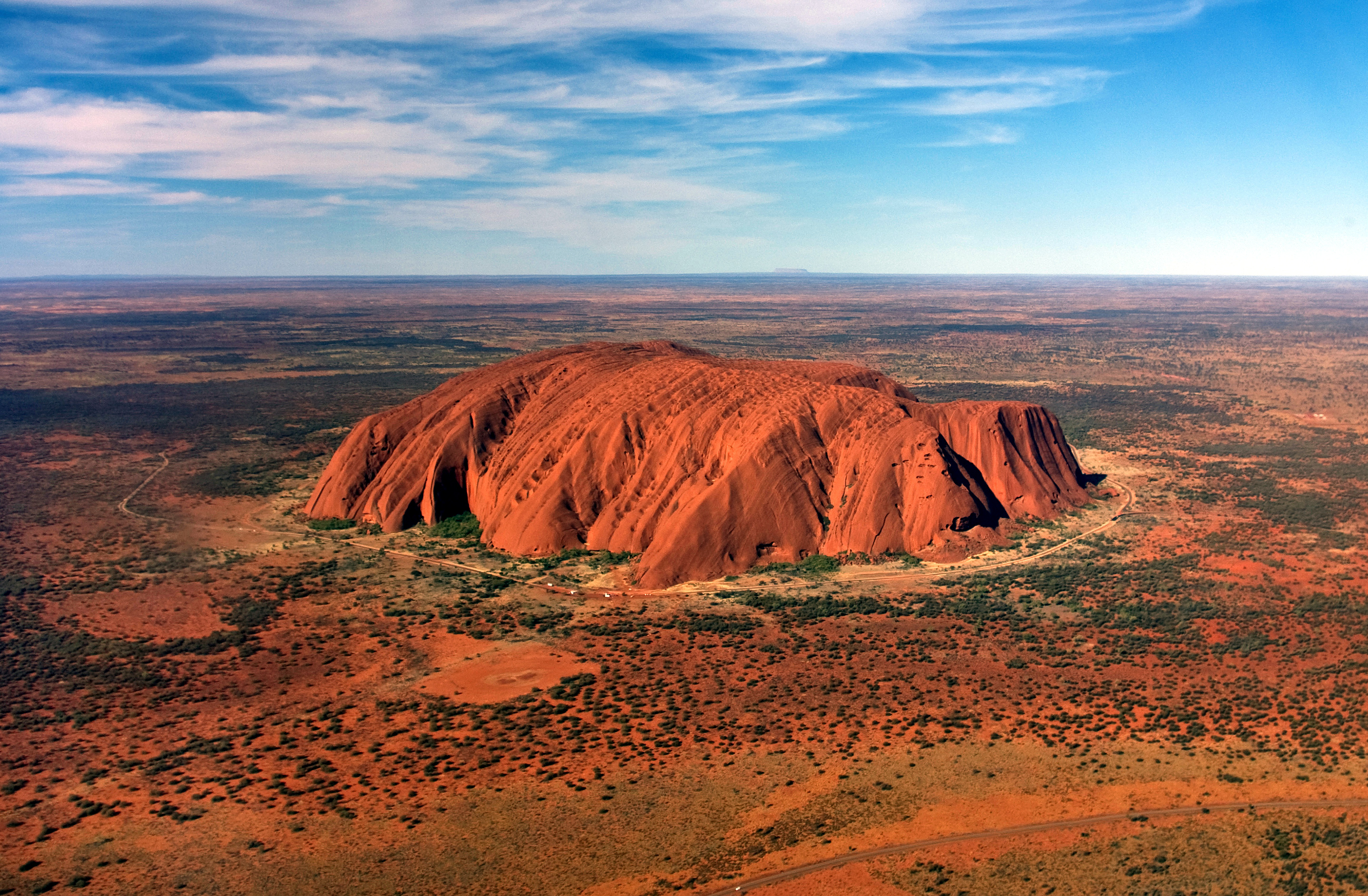
Uluru în regiunea semi-aridă din Australia Centrală

Peisajele din Top End și din Gulf Country - cu climatul lor tropical - includ păduri, zone umede, pășuni, păduri tropicale și deșert. În partea de nord-vest a continentului se află stâncile și defileurile de gresie din Kimberley, iar mai jos, Pilbara. Savana tropicală Victoria Plains se află la sud de savanele Kimberly și Arnhem Land, formând o tranziție între savanele de coastă și deșerturile din interior. În inima țării se află munții din centrul Australiei. Caracteristicile proeminente ale centrului și sudului includ Uluru (cunoscut și sub numele de Ayers Rock), faimosul monolit de gresie, și deșerturile interioare Simpson, Tirari și Sturt Stony, Gibson, Great Sandy, Tanami și Great Victoria, cu faimoasa câmpie Nullarbor pe coasta sudică. Tufișurile de mulga din Australia de Vest se află între deșerturile interioare și sud-vestul Australiei cu climă mediteraneană.

### Geologie

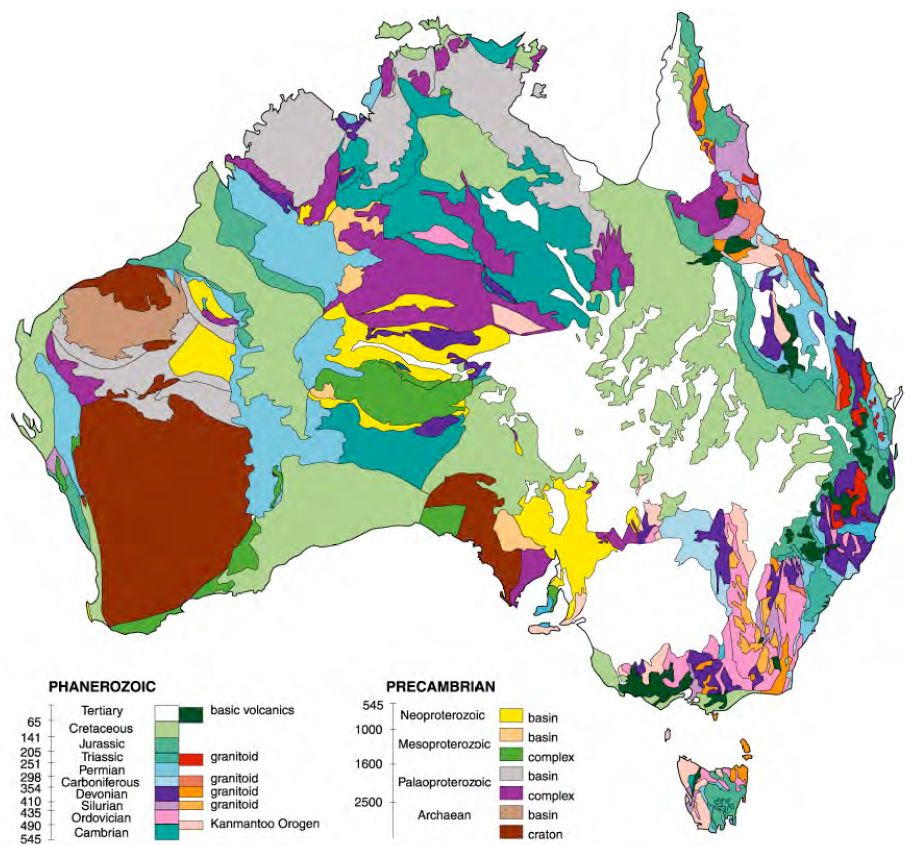
Regiunile geologice de bază din Australia, în funcție de vârstă.

Aflată pe placa indo-australiană, Australia continentală este cea mai joasă și cea mai primordială masă de uscat de pe Pământ, cu o istorie geologică relativ stabilă Masa de uscat include practic toate tipurile de roci cunoscute și din toate perioadele de timp geologic, acoperind peste 3,8 miliarde de ani din istoria Pământului.
După ce a făcut parte din toate supercontinentele majore, continentul australian a început să se formeze după destrămarea Gondwanei în Permian, odată cu separarea masei continentale de continentul african și de subcontinentul indian. S-a separat de Antarctica într-o perioadă prelungită care a început în permian și a continuat până în cretacic. Când ultima perioadă glaciară s-a încheiat în jurul anului 10.000 î.Hr. creșterea nivelului mării a format strâmtoarea Bass, separând Tasmania de continent. Apoi, între aproximativ 8.000 și 6.500 î.Hr., câmpiile joase din nord au fost inundate de mare, separând Noua Guinee, Insulele Aru și partea continentală a Australiei. Continentul australian se deplasează spre Eurasia cu o rată de 6-7 centimetri pe an.
Crusta continentală a Australiei continentale, excluzând marginile subțiate, are o grosime medie de 38 km, cu o variație a grosimii de la 24 km la 59 km. Geologia Australiei poate fi împărțită în mai multe secțiuni principale, arătând că continentul a crescut de la vest la est: scuturile cratonice arhaice care se găsesc mai ales în vest, centurile de falduri proterozoice în centru și bazinele sedimentare fanerozoice, rocile metamorfice și magmatice în est.
Continentul australian și Tasmania sunt situate în mijlocul plăcii tectonice și nu au vulcani activi, dar, datorită trecerii peste punctul fierbinte din Australia de Est, a avut loc un vulcanism recent în timpul Holocenului, în provincia vulcanică Newer din vestul statului Victoria și sud-estul Australiei de Sud. Vulcanismul apare, de asemenea, în insula Noua Guinee (considerată din punct de vedere geologic ca făcând parte din continentul australian) și în teritoriul extern australian al insulei Heard și al insulelor McDonald. Activitatea seismică în Australia continentală și în Tasmania este, de asemenea, scăzută, cel mai mare număr de victime fiind înregistrat în cutremurul din Newcastle din 1989.

### Climă

Tipurile de climă din Australia.

Clima Australiei este influențată în mod semnificativ de curenții oceanici, inclusiv de Dipolul Oceanului Indian și de oscilația El Niño-Sud, care este corelată cu seceta periodică, precum și de sistemul sezonier de presiune joasă tropicală care produce ciclonii în nordul Australiei. Acești factori determină ca precipitațiile să varieze semnificativ de la an la an. O mare parte din nordul țării are un climat tropical, predominant de vară (muson). Partea de sud-vest a țării are un climat mediteraneean. În sud-est, climatul variază de la temperat-oceanic (Tasmania și Victoria de coastă) la subtropical umed (jumătatea superioară a New South Wales), iar zonele muntoase prezintă un climat alpin și oceanic subpolar. Interiorul este arid până la semiarid.
Sub influența schimbărilor climatice, temperaturile medii au crescut cu peste 1 °C din 1960. Modificările asociate ale tiparelor de precipitații și ale extremelor climatice exacerbează problemele existente, cum ar fi seceta și incendiile de tufișuri. 2019 a fost cel mai călduros an înregistrat în Australia, iar sezonul de incendii de tufișuri 2019-2020 a fost cel mai rău înregistrat vreodată în această țară. Emisiile de gaze cu efect de seră ale Australiei pe cap de locuitor sunt printre cele mai mari din lume.
În multe regiuni și orașe din Australia se aplică frecvent restricții de apă ca răspuns la penuria cronică datorată creșterii populației urbane și secetei localizate.. În mare parte a continentului, inundații majore urmează în mod regulat unor perioade prelungite de secetă, care scurg sistemele fluviale interioare, revarsă baraje și inundă mari câmpii inundabile interioare, așa cum s-a întâmplat în toată Australia de Est la începutul anilor 2010, după seceta din anii 2000.

### Biodiversitate

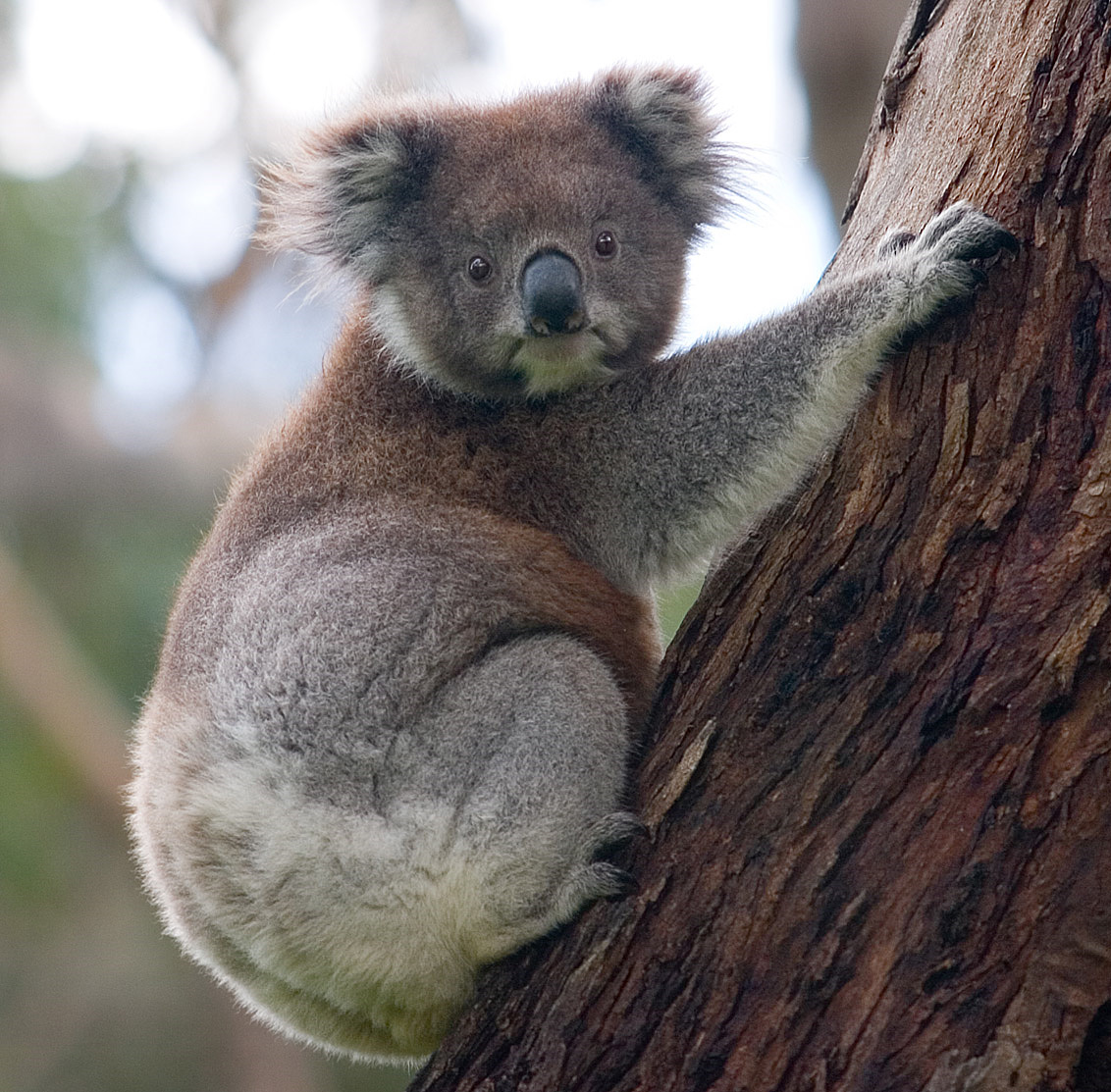
Koala și eucaliptul formează o pereche emblematică a Australiei.

Deși cea mai mare parte a Australiei este semiaridă sau deșertică, continentul include o gamă variată de habitate, de la zone alpine până la păduri tropicale. Ciupercile caracterizează această diversitate - aproximativ 250.000 de specii - dintre care doar 5% au fost descrise - se întâlnesc în Australia. Din cauza vechimii mari a continentului, a modelelor meteorologice extrem de variabile și a izolării geografice pe termen lung, o mare parte din biomul australian este unic. Aproximativ 85% dintre plantele cu flori, 84% dintre mamifere, peste 45% dintre păsări și 89% dintre peștii din zona temperată de pe țărm sunt endemici. Australia are cel puțin 755 de specii de reptile, mai multe decât oricare altă țară din lume. În afară de Antarctica, Australia este singurul continent care s-a dezvoltat fără specii de feline. Este posibil ca pisicile să fi fost introduse în secolul al XVII-lea de către naufragiații olandezi, iar mai târziu, în secolul al XVIII-lea, de către coloniștii europeni. În prezent, ele sunt considerate un factor major în declinul și dispariția multor specii indigene vulnerabile și pe cale de dispariție. Australia este, de asemenea, una dintre cele 17 țări megadiverse.
Pădurile australiene sunt alcătuite în cea mai mare parte din specii veșnic verzi, în special eucalipți în regiunile mai puțin aride; salcâmii îi înlocuiesc ca specie dominantă în regiunile mai aride și în deșerturi. Printre animalele australiene bine cunoscute se numără monotremele (ornitorincul și echidna); o serie de marsupiale, printre care cangurul, koala și wombatul, și păsări precum emu și kookaburra. 188] În Australia trăiesc multe animale periculoase, inclusiv unii dintre cei mai veninoși șerpi din lume. Australia is home to many dangerous animals including some of the most venomous snakes in the world. Dingo a fost introdus de către populațiile austroneziene care făceau comerț cu indigenii australieni în jurul anului 3000 î.Hr. Multe specii de animale și plante au dispărut la scurt timp după prima colonizare umană, inclusiv megafauna australiană; altele au dispărut de la colonizarea europeană, printre care lupul marsupial.
Multe dintre ecoregiunile Australiei și speciile din aceste regiuni sunt amenințate de activitățile umane și de speciile de animale, cromozomi, ciuperci și plante introduse. Toți acești factori au făcut ca Australia să aibă cea mai mare rată de dispariție a mamiferelor dintre toate țările din lume. Legea federală din 1999 privind protecția mediului și conservarea biodiversității reprezintă cadrul juridic pentru protecția speciilor amenințate. Numeroase zone protejate au fost create în cadrul Strategiei naționale pentru conservarea diversității biologice a Australiei pentru a proteja și conserva ecosisteme unice; 65 de zone umede sunt enumerate în cadrul Convenției Ramsar, și au fost înființate 16 situri naturale ale Patrimoniului Mondial. Australia a fost clasată pe locul 21 din 178 de țări din lume în cadrul Indicelui de performanță a mediului din 2018. Pe lista de specii amenințate din Australia se află peste 1.800 de animale și plante, inclusiv peste 500 de animale.
Paleontologii au descoperit un sit fosilizat al unei păduri tropicale preistorice în McGraths Flat, în Australia de Sud, care prezintă dovezi că acest deșert acum arid și această zonă de arbuști/pășuni uscate au găzduit cândva viață în abundență.

## Guvern și politică
Australia este o monarhie constituțională parlamentară federală[205].[205] Țara a menținut un sistem politic liberal-democrat stabil în temeiul constituției sale, care este una dintre cele mai vechi din lume, încă de la Federația din 1901. Este, de asemenea, una dintre cele mai vechi federații din lume, în care puterea este împărțită între guvernul federal și guvernele de stat și teritoriale. Sistemul australian de guvernare combină elemente derivate din sistemele politice din Regatul Unit (un executiv, o monarhie constituțională și o disciplină de partid puternică) și din Statele Unite (federalism, o constituție scrisă și un bicameralism puternic cu o cameră superioară aleasă), alături de trăsături distinctive indigene.
Guvernul federal este împărțit în trei ramuri:
- Legislativ: Parlamentul bicameral, format din monarh (reprezentat de guvernatorul general), Senat și Camera Reprezentanților;
- Executiv: Consiliul Executiv Federal, care, în practică, dă efect juridic deciziilor cabinetului, format din primul ministru și alți miniștri de stat numiți de guvernatorul general la recomandarea Parlamentului;[179]
- Sistemul judiciar: Înalta Curte a Australiei și alte instanțe federale, ai căror judecători sunt numiți de guvernatorul general la recomandarea Parlamentului

Charles al III-lea domnește ca rege al Australiei și este reprezentat în Australia de guvernatorul general la nivel federal și de guvernatorii la nivel de stat, care, prin convenție, acționează la sfatul miniștrilor săi. Astfel, în practică, guvernatorul general acționează ca o figură juridică pentru acțiunile primului ministru și ale Consiliului Executiv Federal. Guvernatorul general dispune de puteri extraordinare de rezervă care pot fi exercitate în afara solicitării prim-ministrului în circumstanțe rare și limitate, cel mai notabil exercițiu fiind demiterea guvernului Whitlam în criza constituțională din 1975.

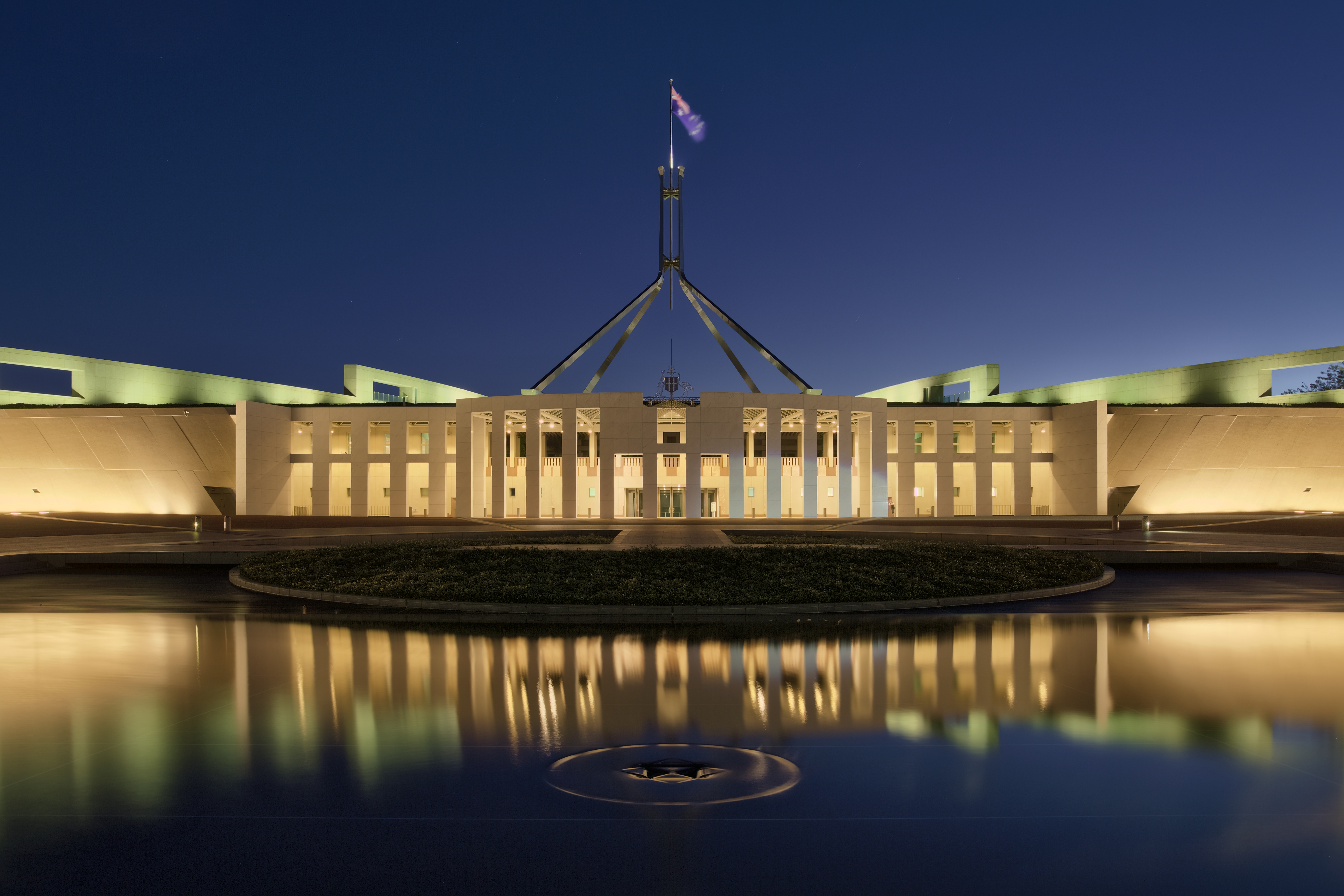
Parlamentul, Canberra

În Senat (camera superioară), sunt 76 de senatori: câte doisprezece din partea statelor și câte doi din partea teritoriilor continentale (Teritoriul Capitalei Australiene și Teritoriul de Nord). Camera Reprezentanților (camera inferioară) are 151 de membri aleși din circumscripții electorale uninominale, cunoscute în mod obișnuit sub numele de „electorate” sau „mandate”, alocate statelor pe baza numărului de locuitori, fiecare stat original având garantat un minim de cinci locuri. Alegerile pentru ambele camere au loc în mod normal la fiecare trei ani simultan; senatorii au mandate de șase ani care se suprapun, cu excepția celor din teritorii, ale căror mandate nu sunt fixe, ci sunt legate de ciclul electoral pentru camera inferioară; astfel, doar 40 din cele 76 de locuri din Senat sunt disputate la fiecare alegeri, cu excepția cazului în care ciclul electoral este întrerupt de o dublă dizolvare.
Sistemul electoral australian utilizează votul preferențial pentru toate alegerile pentru camerele inferioare, cu excepția Tasmaniei și a ACT, care, împreună cu Senatul și majoritatea camerelor superioare ale statelor, îl combină cu reprezentarea proporțională într-un sistem cunoscut sub numele de vot unic transferabil. Votul este obligatoriu pentru toți cetățenii înscriși care au minimum 18 ani în fiecare jurisdicție, la fel ca și înscrierea. Partidul cu sprijin majoritar în Camera Reprezentanților formează guvernul, iar liderul acestuia devine prim-ministru. În cazurile în care niciun partid nu are sprijin majoritar, guvernatorul general are puterea constituțională de a numi prim-ministrul și, dacă este necesar, de a-l demite pe cel care a pierdut încrederea Parlamentului. Datorită poziției relativ unice a Australiei, care funcționează ca o democrație parlamentară de tip Westminster cu o cameră superioară aleasă, sistemul a fost denumit uneori ca având o „mutație Washminster” sau ca fiind un sistem semi-parlamentar.
Există două grupuri politice majore care formează de obicei guvernul, atât la nivel federal, cât și în state: Partidul Laburist din Australia și Coaliția, care este o grupare formată din Partidului Liberal și a partenerului său mai mic, Partidul Național. Partidul Național Liberal și Partidul Liberal al Țarii sunt facțiuni care au fuzionat în Queensland și Teritoriul de Nord, care funcționează ca partide separate la nivel federal. În cadrul culturii politice australiene, Coaliția este considerată de centru-dreapta, iar Partidul Laburist este considerat de centru-stânga. Membrii independenți și mai multe partide mici au obținut reprezentare în parlamentele australiene, mai ales în camerele superioare. Verzii australieni sunt deseori considerați „a treia forță” în politică, fiind al treilea partid ca mărime, atât ca număr de voturi, cât și ca număr de membri.
Cele mai recente alegeri legislative au avut loc la 22 mai 2022 și au dus la aducerea la guvernare a Partidului Laburist, condus de Anthony Albanese.

### State și teritorii

Hartă cu statele și teritoriile Australiei

Australia are șase state - New South Wales (NSW), Queensland (QLD), Australia de Sud (SA), Tasmania (TAS), Victoria (VIC) și Australia de Vest (WA) - și trei teritorii continentale - Australian Capital Territory (ACT), Teritoriul de Nord (NT) și Jervis Bay Territory (JBT). În majoritatea aspectelor, ACT și NT funcționează ca state, cu excepția faptului că Parlamentul Commonwealth-ului are puterea de a modifica sau de a abroga orice legislație adoptată de parlamentele teritoriilor.
În conformitate cu Constituția, statele au, în esență, putere legislativă plenară pentru a legifera în orice domeniu, în timp ce Parlamentul Commonwealth-ului (federal) poate legifera doar în cadrul domeniilor enumerate la articolul 51. De exemplu, parlamentele statelor au competența de a legifera în ceea ce privește educația, dreptul penal și poliția statală, sănătatea, transporturile și administrația locală, dar Parlamentul Commonwealth-ului nu are nicio competență specifică de a legifera în aceste domenii. Cu toate acestea, legile Commonwealth-ului prevalează asupra legilor statelor în măsura în care există neconcordanțe.
Fiecare stat și teritoriu continental major are propriul parlament - unicameral în Teritoriul de Nord, ACT și Queensland, și bicameral în celelalte state. Statele sunt entități suverane, deși se supun anumitor puteri ale Commonwealth-ului, așa cum sunt definite de Constituție. Camerele inferioare sunt cunoscute sub numele de Adunarea legislativă (Adunarea legislativă în Australia de Sud și Tasmania); camerele superioare sunt cunoscute sub numele de Consiliul legislativ. Șeful guvernului în fiecare stat este premierul, iar în fiecare teritoriu, ministru-șef. Regele este reprezentat în fiecare stat de un guvernator; iar în Teritoriul de Nord, de un administrator. În Commonwealth, reprezentantul regelui este guvernatorul general.
De asemenea, Parlamentul Commonwealth-ului administrează direct teritoriile externe Ashmore și Cartier, insula Crăciunului, Insulele Cocos, Insulele Mării de Coral, Insula Heard și Insulele McDonald și regiunea revendicată a Zonei Antarctice Australiene, precum și Jervis Bay Territory, o bază navală și un port maritim pentru capitala națională pe un teritoriu care a făcut parte din New South Wales. Teritoriul extern al Insulei Norfolk a exercitat anterior o autonomie considerabilă în temeiul Norfolk Island Act 1979, prin intermediul propriei adunări legislative și a unui administrator care o reprezenta pe regină. În 2015, Parlamentul Commonwealth-ului a abolit autonomia, integrând Insula Norfolk în sistemele fiscale și de asistență socială din Australia și înlocuind adunarea legislativă cu un consiliu. Insula Macquarie face parte din Tasmania, iar insula Lord Howe din New South Wales.

### Relații externe
În ultimele decenii, relațiile externe ale Australiei au fost determinate de o asociere strânsă cu Statele Unite prin intermediul pactului ANZUS și de o concentrare pe relațiile din regiunea Asia-Pacific. Fiind o putere regională, Australia este membră a unor grupări regionale și culturale, inclusiv a Forumului Insulelor din Pacific, a Comunității Pacificului și a Comunității Națiunilor, și participă la mecanismul ASEAN+6 și la Summitul Asiei de Est.
Australia este membră a mai multor grupări în domeniul apărării, al informațiilor și al securității, printre care alianța Five Eyes cu Statele Unite, Regatul Unit, Canada și Noua Zeelandă; alianța ANZUS cu Statele Unite și Noua Zeelandă; tratatul de securitate AUKUS cu Statele Unite și Regatul Unit; dialogul cvadrilateral de securitate cu Statele Unite, India și Japonia; acordurile de apărare ale celor cinci puteri cu Noua Zeelandă, Regatul Unit, Malaysia și Singapore; și Acordul de Acces Reciproc în domeniul apărării și securității cu Japonia.
Australia a urmărit cauza liberalizării comerțului internațional. A condus formarea Grupului Cairns și a Cooperării Economice Asia-Pacific și este membră a Organizației pentru Cooperare și Dezvoltare Economică (OCDE) și a Organizației Mondiale a Comerțului (OMC). În ultimele decenii, Australia a încheiat acordurile multilaterale de liber schimb cuprinzător și progresiv pentru Parteneriatul Trans-Pacific (Comprehensive and Progressive Agreement for Trans-Pacific Partnership) și Parteneriatul economic regional cuprinzător (Regional Comprehensive Economic Partnership), precum și acorduri bilaterale de liber schimb cu Statele Unite, China, Japonia, Coreea de Sud, Indonezia, Regatul Unit și Noua Zeelandă.
Australia menține o relație profund integrată cu vecina Noua Zeelandă, cu libera mobilitate a cetățenilor între cele două țări în cadrul Acordului de călătorie Trans-Tasman și liberul schimb în cadrul Acordului privind relațiile economice mai strânse. Printre țările cele mai bine văzute de către poporul australian în 2021 se numără Noua Zeelandă, Regatul Unit, Japonia, Germania, Taiwan, Thailanda, Statele Unite și Coreea de Sud. Țară membră fondatoare a Organizației Națiunilor Unite, Australia este puternic angajată în multilateralism și menține un program de ajutor internațional în cadrul căruia primesc asistență aproximativ 60 de țări. Australia s-a clasat pe locul al patrulea în Indicele de angajament pentru dezvoltare 2021 al Centrului pentru Dezvoltare Globală.

### Armata
Forțele armate ale Australiei - Forțele de Apărare Australiene (ADF) - cuprind Marina Regală Australiană (RAN), Armata Australiană și Forțele Aeriene Regale Australiene (RAAF), în total 81.214 persoane (inclusiv 57.982 de militari în termen și 23.232 de rezerviști), la data de noiembrie 2015. Rolul titular de comandant-șef îi revine guvernatorului general, care numește un șef al Forțelor de Apărare din cadrul unuia dintre serviciile armate, la recomandarea guvernului. Într-o diarhie, șeful Forțelor de Apărare îndeplinește funcția de copreședinte al Comitetului de Apărare, împreună cu secretarul apărării, la comanda și controlul Organizației de Apărare a Australiei.
În bugetul pentru 2016-2017, cheltuielile pentru apărare au reprezentat 2% din PIB, reprezentând al 12-lea cel mai mare buget de apărare din lume. Australia a fost implicată în operațiuni de menținere a păcii la nivelul Organizației Națiunilor Unite și la nivel regional, în operațiuni de ajutorare în caz de dezastre, precum și în conflicte armate începând cu Primul Război Mondial.

## Demografie

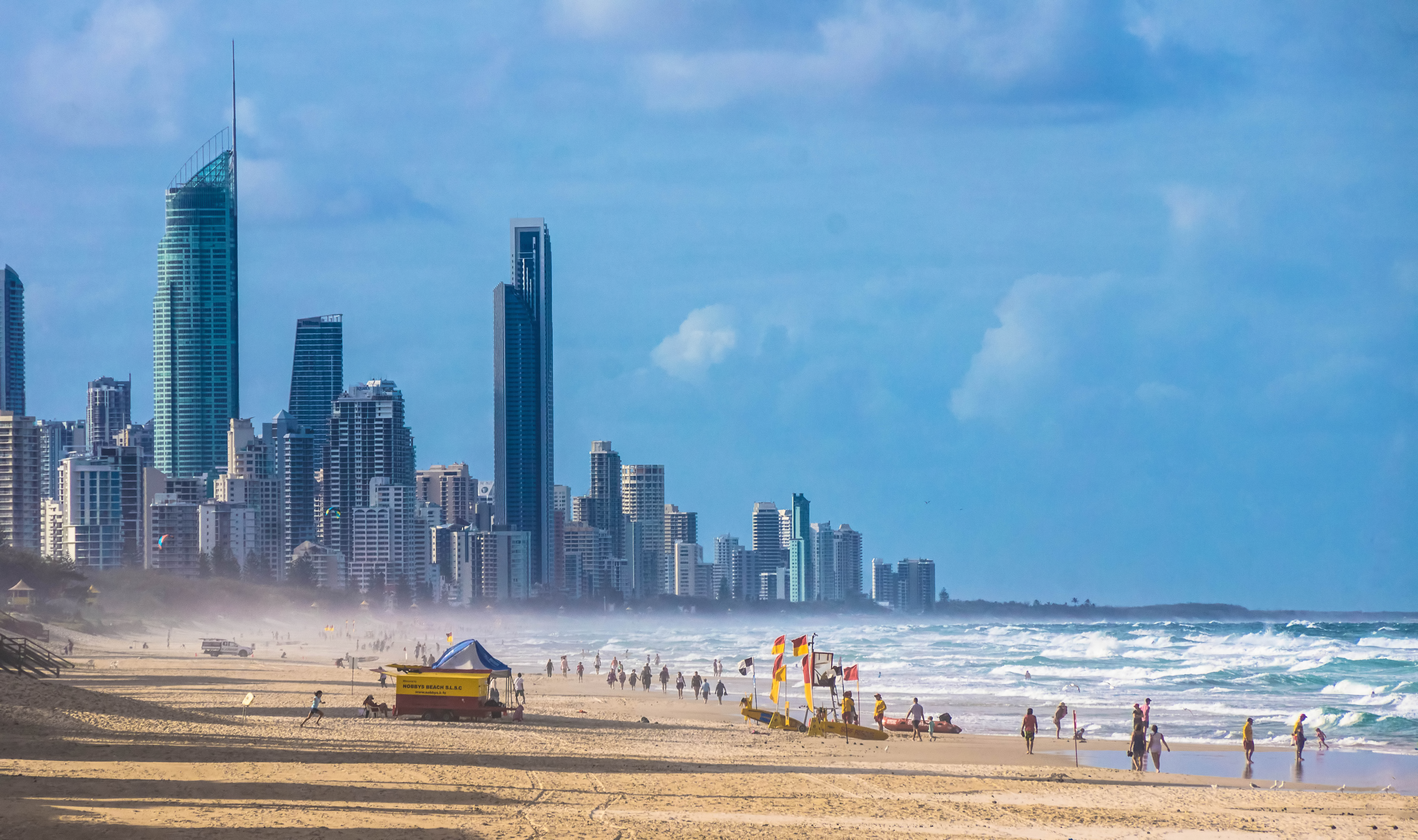
Australia are una dintre cele mai urbanizate populații din lume, majoritatea locuind în orașele de pe coastă, precum Gold Coast din Queensland.

Australia  are o densitate medie a populației de 3,3 persoane pe kilometru pătrat, fiind una dintre cele mai puțin populate țări din lume. Populația este puternic concentrată pe coasta de est și, în special, în regiunea de sud-est dintre South East Queensland la nord-est și Adelaide la sud-vest.
Australia este o țară foarte urbanizată, 67% din populație trăind în 2018 în zonele denumite Greater Capital City Statistical Areas (cuprind zonele metropolitane din statul respectiv și capitalele statale continentale). Zonele metropolitane cu peste un milion de locuitori sunt Sydney, Melbourne, Brisbane, Perth și Adelaide.
La fel ca multe alte state dezvoltate, Australia se confruntă cu o îmbătrânire a populației ce determină o creștere a numărului de pensionari și o scădere a numărului de persoane aflate în câmpul muncii. În 2018 vârsta medie a populației australiene era de 38,8 ani. Aproximativ 2,15% din populația australiană trăia în străinătate în 2015, una dintre cele mai mici proporții la nivel mondial.
| 1  | Sydney         | NSW  | 5.312.163 | 11 | Geelong        | Vic | 275.794 |
| 2  | Melbourne      | Vic  | 5.078.193 | 12 | Hobart         | Tas | 236.136 |
| 3  | Brisbane       | Qld  | 2.514.184 | 13 | Townsville     | Qld | 181.668 |
| 4  | Perth          | WA   | 2.085.973 | 14 | Cairns         | Qld | 153.951 |
| 5  | Adelaide       | SA   | 1.359.760 | 15 | Darwin         | NT  | 147.255 |
| 6  | Gold Coast     | Qld. | 693.671   | 16 | Toowoomba      | Qld | 138.223 |
| 7  | Newcastle      | NSW  | 491.474   | 17 | Ballarat       | Vic | 107.652 |
| 8  | Canberra       | ACT. | 462.136   | 18 | Bendigo        | Vic | 100.991 |
| 9  | Sunshine Coast | Qld  | 341.069   | 19 | Albury-Wodonga | NSW | 93.603  |
| 10 | Wollongong     | NSW  | 306.034   | 20 | Launceston     | Tas | 87.382  |

### Origini și imigrație
Între 1788 și cel de-al Doilea Război Mondial, marea majoritate a coloniștilor și imigranților au provenit din Insulele Britanice (în principal Anglia, Irlanda și Scoția), deși în secolul al XIX-lea a existat o imigrație semnificativă din China și Germania. În deceniile imediat următoare celui de-al Doilea Război Mondial, Australia a primit un val mare de imigranți din întreaga Europă, mult mai mulți imigranți veniți din Europa de Sud și de Est decât în deceniile anterioare. De la sfârșitul politicii Australiei Albe în 1973, Australia a urmat o politică oficială de multiculturalism și a existat un val mare și continuu de imigrație din întreaga lume, Asia fiind cea mai mare sursă de imigranți în secolul al XXI-lea.
În prezent, Australia are a opta cea mai mare populație de imigranți din lume, aceștia reprezentând 30% din populație, cea mai mare proporție dintre marile națiuni occidentale. 160.323 de imigranți permanenți au fost admiși în Australia în 2018-2019 (excluzând refugiații), în timp ce a existat un câștig net de populație de 239.600 de persoane din toată imigrația permanentă și temporară în acel an. Majoritatea imigranților sunt calificați, dar programul de imigrație include categorii pentru membrii de familie și refugiați.[293] În 2020, cele mai mari populații născute în străinătate erau cele născute în Anglia (3,8%), India (2,8%), China continentală (2,5%), Noua Zeelandă (2,2%), Filipine (1,2%) și Vietnam (1,1%).
Biroul Australian de Statistică nu colectează date privind rasa, dar cere fiecărui rezident australian să nominalizeze până la doi strămoși la fiecare recensământ. Aceste răspunsuri privind strămoșii sunt clasificate în grupuri mari standardizate de strămoși. La recensământul din 2021, numărul de răspunsuri privind strămoșii din cadrul fiecărui grup standardizat, ca proporție din totalul populației, a fost următorul: 57,2% europeni (46% din Europa de Nord-Vest și 11,2% din Europa de Sud și de Est), 33,8% din Oceania, 17,4% asiatici (6,5% din Asia Centrală și de Sud, 6,4% din Asia de Nord-Est și 4,5% din Asia de Sud-Est),
3,8 aborigeni, 3,2% din Africa de Nord și Orientul Mijlociu, 1,4% popoare din Americi și 1,3% din Africa Subsahariană. La recensământul din 2021, cei mai des nominalizați strămoși individuali ca proporție din totalul populației au fost:
- englez (33%)
- australian (29,9%)[N 1]
- irlandez (9,5%)
- scoțian (8,6%)
- chinez (5,5%)
- italian (4,4%)
- german (4%)
- aborigen (3,8%)
- indian (3,1%)
- grec (1,7%)
- filipinez (1,6%)
- neerlandez (1,5%)
- vietnamez (1,3%)

### Limbi

Procentul populației care vorbește limbile indigene australiene, conform recensământului din 2011

Deși Australia nu are o limbă oficială, engleza este de facto limba națională. Engleza australiană este o varietate majoră a limbii, cu un accent și un lexic distinctiv și diferă ușor de alte varietăți ale limbii engleze în ceea ce privește gramatica și ortografia. Australiana obișnuită servește drept dialect standard.
La recensământul din 2021, engleza era singura limbă vorbită în casă pentru 72% din populație. Următoarele limbi vorbite acasă sunt mandarina (2,7 %), araba (1,4 %), vietnameza (1,3 %), cantoneza (1,2 %) și punjaba (0,9 %). Se crede că peste 250 de limbi aborigene australiene existau în momentul primului contact cu Europa, dintre care mai puțin de douăzeci sunt încă folosite zilnic de toate grupele de vârstă. Alte aproximativ 110 sunt vorbite exclusiv de persoanele în vârstă. La recensământul din 2006, 52.000 de australieni indigeni, reprezentând 12% din populația indigenă, au declarat că vorbesc o limbă indigenă acasă. Australia are un limbaj al semnelor cunoscut sub numele de Auslan, care este limba principală a aproximativ 10.112 persoane surde care au declarat că folosesc limba Auslan acasă la recensământul din 2016.

### Educație
Frecventarea școlii, sau înscrierea pentru școlarizarea la domiciliu, este obligatorie pe întreg teritoriul Australiei. Educația este responsabilitatea fiecărui stat și teritoriu în parte, astfel încât regulile variază de la un stat la altul, dar, în general, copiii sunt obligați să frecventeze școala de la vârsta de aproximativ 5 ani până la aproximativ 16 ani. În unele state (Australia de Vest, Teritoriul de Nord și New South Wales), copiii cu vârste cuprinse între 16 și 17 ani sunt obligați fie să frecventeze școala, fie să participe la o formare profesională, cum ar fi o ucenicie.
Australia are o rată de alfabetizare a adulților care a fost estimată la 99% în 2003. Cu toate acestea, un raport din 2011-2012 pentru Biroul de Statistică australian a raportat că Tasmania are o rată de alfabetizare și de calcul de numai 50%.
Australia are 37 de universități finanțate de guvern și trei universități private, precum și o serie de alte instituții specializate care oferă cursuri aprobate la nivelul învățământului superior. OCDE plasează Australia printre cele mai scumpe națiuni pentru a urma o facultate. Există un sistem de formare profesională bazat pe stat, cunoscut sub numele de TAFE, și multe meserii desfășoară ucenicii pentru formarea de noi meseriași. Aproximativ 58% dintre australienii cu vârste cuprinse între 25 și 64 de ani au calificări profesionale sau terțiare, iar rata de absolvire a învățământului terțiar, de 49%, este cea mai ridicată dintre țările OCDE. 30,9% din populația Australiei a obținut o calificare de învățământ superior, ceea ce reprezintă unul dintre cele mai ridicate procente din lume.
Australia are cea mai mare proporție de studenți internaționali pe cap de locuitor din lume, 812.000 de studenți internaționali fiind înscriși în universitățile și instituțiile profesionale ale națiunii în 2019. În consecință, în 2019, studenții internaționali reprezentau în medie 26,7% din corpul studențesc al universităților australiene. Prin urmare, educația internațională reprezintă unul dintre cele mai mari exporturi ale țării și are o influență pronunțată asupra demografiei țării, o proporție semnificativă a studenților internaționali rămânând în Australia după absolvire cu diverse vize de calificare și de angajare. Educația este al treilea cel mai mare export al Australiei, după minereul de fier și cărbune, și a contribuit cu peste 28 de miliarde de dolari la economie în 2016-17.

### Sănătate
Speranța de viață a Australiei, de 83 de ani (81 de ani pentru bărbați și 85 de ani pentru femei), este a cincea cea mai mare din lume. Are cele mai mari rate de cancer de piele din lume, în timp ce fumatul este cea mai mare cauză prevenibilă de deces și boală, fiind responsabil pentru 7,8% din totalul mortalității și a bolilor. Pe locul al doilea în topul cauzelor care pot fi prevenite se află hipertensiunea arterială, cu 7,6%, iar obezitatea ocupă locul al treilea, cu 7,5%. În 2012, Australia s-a clasat pe locul 35 în lume în ceea ce privește proporția de femei obeze și aproape de vârful clasamentul în rândul națiunilor dezvoltate în ceea ce privește proporția de adulți obezi; 63% din populația sa adultă este fie supraponderală, fie obeză.
Australia a cheltuit aproximativ 9,91% din PIB-ul său total pentru asistență medicală în 2021. A introdus asistența medicală universală în 1975. Cunoscută sub numele de Medicare, aceasta este în prezent finanțată nominal printr-o suprataxă din impozitul pe venit cunoscută sub numele de Medicare levy, în prezent de 2%. Statele gestionează spitalele și serviciile ambulatorii atașate, în timp ce Commonwealth-ul finanțează sistemul de beneficii farmaceutice (subvenționarea costurilor medicamentelor) și medicina generală.
În timpul pandemiei COVID-19, Australia a avut una dintre cele mai restrictive politici de carantină, ceea ce a dus la una dintre cele mai scăzute rate de mortalitate la nivel mondial.

### Religie
Australia nu are o religie de stat; Secțiunea 116 din Constituția australiană interzice guvernului federal să dea orice lege pentru a stabili o religie, să impună orice respectare religioasă sau să interzică exercitarea liberă a oricărei religii.
La recensământul din 2021, 38,9% din populație s-a identificat ca neavând „nicio religie”, în creștere de la 15,5% în 2001. Cea mai mare religie este creștinismul (43,9% din populație). Cele mai mari confesiuni creștine sunt Biserica Romano-Catolică (20% din populație) și Biserica Anglicană din Australia (9,8%). Imigrația multiculturală de după cel de-al Doilea Război Mondial a dus la creșterea religiilor necreștine, dintre care cele mai mari sunt islamul (3,2%), hinduismul (2,7%), budismul (2,4%), sikhismul (0,8%) și iudaismul (0,4%).
În 2021, puțin sub 8.000 de persoane și-au declarat afilierea la religiile tradiționale aborigene. În mitologia aborigenă australiană și în cadrul animist dezvoltat în Australia aborigenă, Visul este o epocă sacră în care ființele ancestrale totemice ale spiritului au format Creația. Visul a stabilit legile și structurile societății și ceremoniile efectuate pentru a asigura continuitatea vieții și a pământului.

## Economie
Economia de piață mixtă cu venituri ridicate a Australiei este bogată în resurse naturale, fiind a treisprezecea cea mai mare din lume în termeni nominali și a 18-a ca mărime în funcție de paritatea puterii de cumpărare. Din 2021, are a doua cea mai mare cantitate de avere pe adult, după Luxemburg; și are al treisprezecelea cel mai mare număr de active financiare pe cap de locuitor. Australia are o forță de muncă de aproximativ 13,5 milioane de persoane, cu o rată a șomajului de 3,5% în iunie 2022. Potrivit Consiliului australian al serviciilor sociale, rata sărăciei din Australia depășește 13,6% din populație, cuprinzând 3,2 milioane de persoane. De asemenea, a estimat că există 774.000 (17,7%) de copii sub 15 ani care trăiesc în sărăcie relativă. Dolarul australian este moneda națională, care este, de asemenea, împărtășită cu trei state insulare din Pacific: Kiribati, Nauru și Tuvalu.
Datoria guvernamentală australiană, de aproximativ 963 de miliarde de dolari, depășește 45,1% din PIB-ul total al țării, fiind a opta cea mai mare din lume. În 2020, Australia avea al doilea cel mai mare nivel de îndatorare a gospodăriilor din lume, după Elveția. Prețurile locuințelor sale sunt printre cele mai mari din lume, în special în marile zone urbane, ceea ce a determinat mulți analiști să susțină existența unei bule imobiliare. Sectorul mare al serviciilor reprezintă aproximativ 71,2 % din PIB-ul total, urmat de sectorul industrial (25,3 %), în timp ce sectorul agricol este de departe cel mai mic, reprezentând doar 3,6 % din PIB-ul total. Australia este al 21-lea cel mai mare exportator și al 24-lea cel mai mare importator din lume. China este cel mai mare partener comercial al Australiei, reprezentând aproximativ 40 % din exporturile țării și 17,6 % din importurile sale. Alte piețe majore de export sunt Japonia, Statele Unite și Coreea de Sud.
Australia are un nivel ridicat de competitivitate și libertate economică și se situează pe locul opt în Indicele dezvoltării umane. Începând cu 2022, se află pe locul al doisprezecelea în Indicele libertății economice și pe locul al nouăsprezecelea în Raportul de competitivitate globală. A atras 9,5 milioane de turiști internaționali în 2019 și s-a clasat pe locul al treisprezecelea în rândul țărilor din Asia-Pacific în 2019 la numărul de intrări. Raportul privind competitivitatea în turism și călătorii din 2021 a clasat Australia pe locul al șaptelea în lume din 117 țări. Încasările sale din turismul internațional în 2019 s-au ridicat la 45,7 miliarde de dolari.

### Energie
În 2003, sursele de energie ale Australiei erau: cărbune (58,4%), energie hidroelectrică (19,1%), gaze naturale (13,5%), instalații de comutare a combustibililor fosili lichizi/gaz (5,4%), petrol (2,9%) și alte resurse regenerabile, cum ar fi energia eoliană, energia solară și bioenergia (0,7%). În secolul al XXI-lea, Australia a avut tendința de a genera mai multă energie folosind resurse regenerabile și mai puțină energie folosind combustibili fosili. În 2020, Australia a utilizat cărbunele pentru 62% din totalul energiei (creștere de 3,6% față de 2013), energia eoliană pentru 9,9% (creștere de 9,5%), gazele naturale pentru 9,9% (scădere de 3,6%), energia solară pentru 9,9% (creștere de 9,8%), energia hidroelectrică pentru 6,4% (scădere de 12,7%), bioenergia pentru 1,4% (creștere de 1,2%) și alte surse precum petrolul și gazele reziduale din minele de cărbune pentru 0,5%.
În august 2009, guvernul australian și-a stabilit obiectivul de a obține 20% din toată energia din țară din surse regenerabile până în 2020. Și-au atins acest obiectiv, deoarece resursele regenerabile au reprezentat 27,7% din energia Australiei în 2020.

### Știință și tehnologie
În 2019, Australia a cheltuit 35,6 miliarde de dolari australieni pentru cercetare și dezvoltare, alocând aproximativ 1,79% din PIB. Un studiu recent realizat de Accenture pentru Tech Council arată că sectorul tehnologic australian combinat contribuie cu 167 de miliarde de dolari pe an la economie și angajează 861.000 de persoane. Cel mai recunoscut și important sector de acest tip din țară este cel minier, unde Australia continuă să aibă cea mai mare penetrare a tehnologiilor, în special a dronelor, a vehiculelor autonome și teleghidate și a software-ului de gestionare a minelor. În plus, recentul ecosistem australian de startup-uri crește anual cu o rată de 5,8%, iar ecosistemele din Sydney și Melbourne sunt deja evaluate la 25 de miliarde de dolari. Australia s-a clasat în mod constant pe un loc fruntaș în Indexul global de inovare (GII). În 2021, Australia s-a clasat pe locul 25 din cele 132 de economii prezentate în GII 2021, în scădere față de locul 22 în 2019.
Cu doar 0,3% din populația lumii, Australia a contribuit cu 4,1% din cercetările publicate la nivel mondial în 2020, ceea ce o situează printre primii 10 contribuitori la cercetare din lume. CSIRO, agenția națională de știință a Australiei, contribuie cu 10% din toate cercetările din țară, în timp ce restul sunt efectuate de universități.

## Cultură

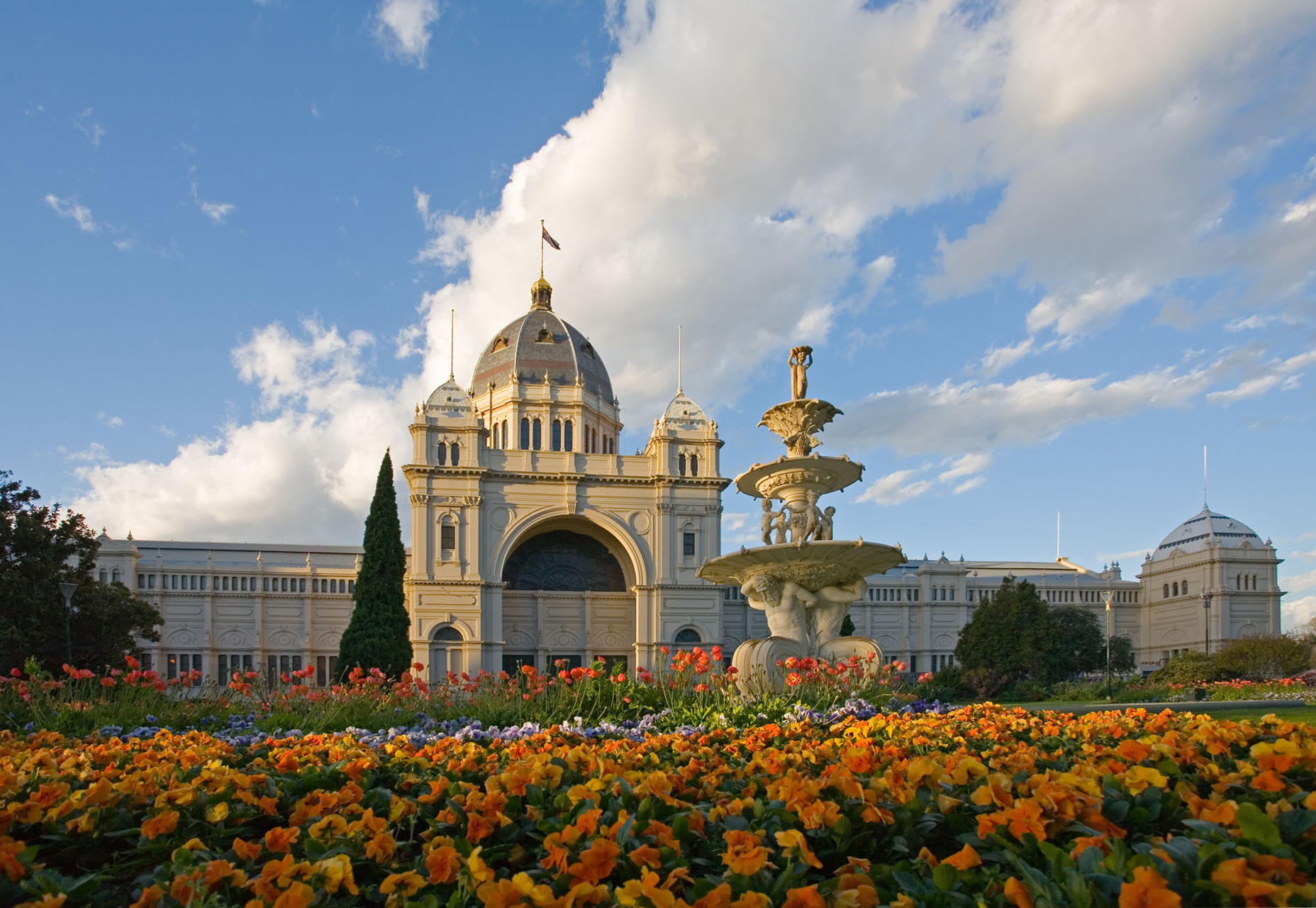
Clădirea Royal Exhibition Building din Melbourne a fost prima clădire din Australia care a fost inclusă pe lista Patrimoniului Mondial UNESCO în 2004.

Australia găzduiește o diversitate de culturi, rezultat al istoriei sale de imigrație. Începând cu 1788, cultura australiană a fost în primul rând o cultură occidentală puternic influențată de primii coloniști anglo-celtici. Alte influențe includ cultura aborigenă australiană, tradițiile aduse în țară de valurile de imigranți din întreaga lume și cultura Statelor Unite. Divergența și evoluția culturală care a avut loc de-a lungul secolelor de la colonizarea europeană a dus la o cultură australiană distinctă.

### Mass-media
Australia are două companii publice (Australian Broadcasting Corporation și Special Broadcasting Service), trei rețele comerciale de televiziune, mai multe servicii de televiziune cu plată și numeroase posturi de televiziune și de radio publice și non-profit. Fiecare oraș mare are cel puțin un cotidian și există două cotidiene naționale, The Australian și The Australian Financial Review. În 2020, Reporteri fără frontiere a plasat Australia pe locul 25 pe o listă de 180 de țări clasificate în funcție de libertatea presei, în urma Noii Zeelande (locul 8), dar înaintea Marii Britanii (locul 33) și a Statelor Unite (locul 44). Acest clasare relativ scăzută se datorează în primul rând diversității limitate a proprietății mass-media comerciale din Australia; majoritatea presei scrise se află sub controlul News Corporation și a Nine Entertainment Co.

### Literatură
Literatura australiană s-a dezvoltat lent în deceniile care au urmat colonizării europene, deși tradițiile orale indigene, multe dintre ele înregistrate ulterior în scris, sunt mult mai vechi. În secolul al XIX-lea, Henry Lawson și Banjo Paterson au surprins experiența peisajului Bush folosind un vocabular australian distinctiv. Operele lor sunt încă populare; poemul bush al lui Paterson „Waltzing Matilda” (1895) este considerat imnul național neoficial al Australiei. Miles Franklin este omonimul celui mai prestigios premiu literar australian, acordat anual celui mai bun roman despre viața australiană. Primul laureat al acestuia, Patrick White, a câștigat Premiul Nobel pentru literatură în 1973. Printre laureații australieni ai Premiului Booker se numără Peter Carey, Thomas Keneally și Richard Flanagan. Intelectualii publici australieni au scris, de asemenea, lucrări fundamentale în domeniile lor respective, printre care feminista Germaine Greer și filozoful Peter Singer.

### Muzică
Multe dintre companiile producătoare de spectacol din Australia primesc finanțare prin intermediul Consiliului Australiei al guvernului federal. Există o orchestră simfonică în fiecare stat și o companie națională de operă, Opera Australia, bine cunoscută pentru celebra soprană Joan Sutherland. La începutul secolului al XX-lea, Nellie Melba a fost una dintre cele mai importante cântărețe de operă din lume. Baletul și dansul sunt reprezentate de The Australian Ballet și de diverse companii de stat. Fiecare stat are o companie de teatru finanțată din fonduri publice.

### Cinematografie
The Story of the Kelly Gang (1906), primul film narativ de lung metraj din lume, a stimulat un avânt al cinematografiei australiene în timpul erei filmului mut. După Primul Război Mondial, Hollywood-ul a monopolizat industria, iar în anii 1960 producția de filme australiene a încetat efectiv. Beneficiind de sprijinul guvernului, Noul Val Australian din anii 1970 a adus filme provocatoare și de succes, multe dintre ele explorând teme de identitate națională, cum ar fi Wake in Fright și Gallipoli, în timp ce Crocodile Dundee și seria Mad Max a mișcării Ozploitation au devenit succese internaționale. Pe o piață cinematografică inundată de conținut străin, filmele australiene au adus o cotă de 7,7 % din box office-ul local în 2015. Premiile AACTA sunt cele mai importante premii australiene pentru film și televiziune, iar printre câștigătorii notabili ai premiilor Oscar din Australia se numără Geoffrey Rush, Nicole Kidman, Cate Blanchett și Heath Ledger.

### Sport
Crichetul și fotbalul sunt sporturile predominante în Australia în timpul lunilor de vară și, respectiv, de iarnă. Australia este unică prin faptul că are ligi profesioniste pentru patru tipuri de fotbal. Originar din Melbourne în anii 1850, fotbalul australian este cel mai popular în toate statele, cu excepția New South Wales și Queensland, unde domină rugby league, urmat de rugby. Fotbalul, deși se află pe locul al patrulea ca popularitate și resurse, are cele mai mari rate de participare în general. Crichetul este popular în toată țara și a fost considerat de mulți australieni ca fiind sportul național. Echipa națională de crichet a Australiei a concurat împotriva Angliei în primul meci test (1877) și în primul meci internațional de o zi (1971), precum și împotriva Noii Zeelande în primul meci Twenty20 International (2004), câștigând toate cele trei meciuri. De asemenea, a participat la fiecare ediție a Cupei Mondiale de Crichet, câștigând turneul de cinci ori, ceea ce reprezintă un record.
Australia este una dintre cele cinci națiuni care au participat la fiecare ediție a Jocurilor Olimpice de vară din epoca modernă, și a găzduit Olimpiada de două ori: în 1956 la Melbourne și în 2000 la Sydney. De asemenea, va găzdui Olimpiada din 2032 la Brisbane. Australia a participat, de asemenea, la fiecare ediție a Jocurilor Commonwealth-ului, găzduind evenimentul în 1938, 1962, 1982, 2006 și 2018. Pe lângă faptul că participă regulat la Cupa Mondială FIFA, Australia a câștigat de patru ori Cupa Oceaniei pe Națiuni și o dată Cupa Asiei AFC - singura țară care a câștigat campionate în două confederații FIFA diferite.
Alte evenimente internaționale majore organizate în Australia includ turneul de mare șlem de tenis Australian Open și Marele Premiu de Formula 1 al Australiei. Cursa anuală de cai Melbourne Cup și cursa de iahturi Sydney-Hobart atrag, de asemenea, un interes puternic. Australia se remarcă, de asemenea, prin sporturi nautice, cum ar fi înotul și surfingul. Sporturile de zăpadă se desfășoară în principal în Alpii australieni și în Tasmania.

### Gastronomie
Cele mai multe grupuri indigene australiene se hrăneau cu o dietă simplă de vânători-culegători, bazată pe fauna și flora autohtonă, numită și bush tucker. Primii coloniști au introdus bucătăria britanică și irlandeză pe continent. Această influență se vede în popularitatea durabilă a mai multor feluri de mâncare britanice, cum ar fi pește cu cartofi pai, și în mâncărurile australiene prin excelență, cum ar fi plăcinta cu carne australiană, care este înrudită cu plăcinta cu friptură britanică. Imigrația postbelică a transformat bucătăria australiană. De exemplu, migranții din Europa de Sud au contribuit la crearea unei culturi înfloritoare a cafelei australiene, care a dat naștere unor băuturi de cafea australiene precum flat white, în timp ce migrația din Asia de Est a dus la preparate precum dim sim și Chiko Roll, cu influențe cantoneze, precum și la o bucătărie chinezească australiană distinctă. Cârnații sizzles, pavlova, lamington, plăcintele cu carne, vegemite și biscuiții Anzac sunt considerate alimente emblematice ale Australiei.
Australia este un exportator și un consumator important de vin. Vinul australian este produs în principal în părțile sudice, mai reci ale țării. De asemenea, Australia ocupă un loc important în ceea ce privește consumul de bere, fiecare stat și teritoriu găzduind numeroase fabrici de bere. De asemenea, Australia este cunoscută pentru cultura cafenelelor din centrele urbane.

### Patrimoniul mondial UNESCO
Pe lista patrimoniului mondial UNESCO sunt incluse următoarele obiective din Australia (în stânga: anul preluării bunului / locului pe Lista UNESCO):
- 1981 Marele Recif de Corali
- 1981, 1987, 1992 Parcul Național Kakadu
- 1981 Zona lacustră Willandra
- 1982, 1989 Parcurile naturale din Tasmania de vest
- 1982 Grupa de insule Lord Howe
- 1986, 1994 Rezervațiile forestiere umede din estul Australiei
- 1987, 1994 Parcul Național Uluru (Ayers Rock) - Kata Tjuta (Mount Olgas)
- 1988 Parcul Național Wet Tropics în Queensland
- 1991 Parcul Național Shark Bay din vestul Australiei
- 1992 Insula Fraser
- 1994 Situl fosilifer cu mamifere de la Riversleigh / Naracoorte
- 1997 Insulele vulcanice subantarctice Heard și McDonald
- 1997 Insula Macquarie
- 2000 Zona montană Greater Blue
- 2003 Parcul Național Purnululu
- 2004 Clădirea regală de expoziții și grădinile Carlton
- 2007 Opera din Sydney
- 2010 Lagărul istoric al deținuților
- 2011 Coasta Ningaloo